# Karşıyaka Basket
Karşıyaka Basket (Pınar Karşıyaka) – turecki zawodowy klub koszykarski z siedzibą w Karşıyace. Jedna z sekcji klubu sportowego Karşıyaka SK.
Drużyna brała udział w rozgrywkach Türkiye Basketbol Ligi.

## Historia
Karşıyaka SK została założona w 1912 roku, ale sekcja koszykówki otworzona została dopiero w 1966. Karşıyaka Basket jest uważany za jeden z najważniejszych zespołów koszykarskich w całej Turcji.
Swoją przygodę w Türkiye Basketbol Ligi rozpoczęli w 1966 roku. W 1968 roku spadli do niższych lig. Klub grał w owych niższych ligach od 1968 do 1974 roku.
Od 1974 roku nieprzerwanie mają miejsce w najwyższej lidze tureckiej.
W 1998 głównym sponsorem klubu został Pinar.

## Sukcesy
- EuroChallenge
  - Wicemistrz (1): 2012–13
- Puchar Prezydenta
  - Zwycięzca (2): 1987, 2014
- Türkiye Basketbol Ligi
  - Zwycięzca (2): 1986–87, 2014–15
  - Wicemistrz (1): 1983–84
- Puchar Turcji
  - Zwycięzca (1): 2013–14
  - Wicemistrz (1): 2004–05